# Charmides
Charmides (zm. 404 p.n.e.), ateński polityk, jeden z Trzydziestu Tyranów.
Syn Glaukona, synowiec Platona, był uczniem Sokratesa, a późnej jedynym z tzw. Trzydziestu Tyranów. Zginął w bitwie nad rzeką Cefiz.